# Sanborn (Nueva York)
Sanborn es un lugar designado por el censo ubicado en el condado de Niágara en el estado estadounidense de Nueva York. En el año 2010 tenía una población de 1.645 habitantes.

## Geografía
Sanborn se encuentra ubicado en las coordenadas 43°8′38.11″N 78°52′43.22″O / 43.1439194, -78.8786722.